# Delta E
Delta E (po navadi ∆E) je oznaka za barvno razliko dveh barv, izraženih s koordinatami CIEL*a*b barvnega prostora.
Izračun: {\displaystyle \Delta E_{\rm {a{,}b}}={\sqrt {\Delta L^{2}+\Delta a^{2}+\Delta b^{2}}}}
{\displaystyle \Delta L=L_{1}-L_{2}}

{\displaystyle \Delta a=a_{1}-a_{2}}

{\displaystyle \Delta b=b_{1}-b_{2}}

Izračunana barvna razlika se ne ujema natančno z zaznano barvno razliko. Odstopanje od pravih vrednosti barvnih razlik je odvisno od barve vzorca, najmočnejše pa je v območjih s temno barvo. Obstajajo tudi druge metode izračuna ∆E, ki so natančejše, vendar se še vedno največ uporablja zgornja formula.